# Étang des Roseaux
L'étang des Roseaux est un petit lac situé dans les contreforts du Ballon d'Alsace, dans le massif des Vosges, dans le département du Territoire de Belfort.

## Origine
Comme l'étang du Petit-Haut, il s'agit d'un étang aménagé au XIXe siècle pour constituer une réserve d'eau destinée à soutenir l'étiage de la Savoureuse, afin de sécuriser les moteurs hydrauliques des industries textiles de la vallée .

## Situation et environnement
L'étang des Roseaux est situé dans le versant sud du Ballon d'Alsace (massif des Vosges) et la commune de Lepuix. Il ne fait pas partie de la réserve naturelle des Ballons Comtois mais se trouve à proximité immédiate. Le chemin qui le contourne longe la limite de la réserve avant d'y pénétrer peu avant d'arriver au refuge de la Grande Goutte.
L'étang a la rare particularité de comporter un îlot, malgré sa petite taille. Cet îlot est un rocher, recouvert d'une végétation de graminées et d'arbustes.

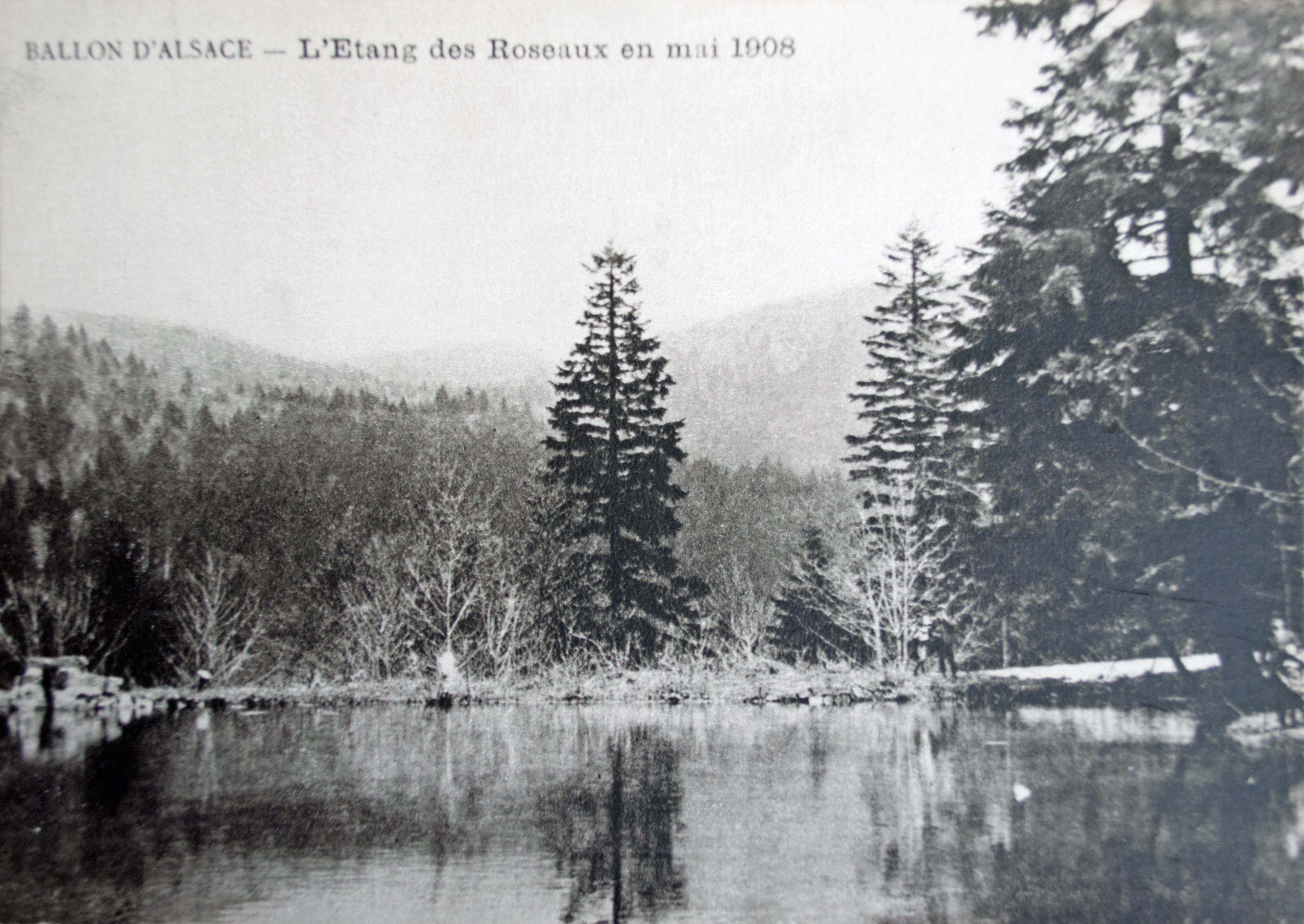
L'étang des Roseaux en 1908

## Activités
Situé au cœur d'un vaste massif forestier, l'étang est accessible uniquement à pied par un chemin de randonnée balisé, à partir de la route départementale 465.
L'étang est un agréable but de randonnée : s'y rendre depuis l'aire de stationnement située au bord de la RD465, est une promenade pittoresque et très facile, permettant de découvrir la forêt d'Ulysse, une hêtraie-sapinière aux arbres majestueux, dominant rochers et sources. 
Mais l'étang peut aussi n'être qu'une simple étape sur différents parcours. On trouve en effet à proximité, le refuge de la Grande-Goutte, l'étang du Petit-Haut, et une liaison vers le GR7-E5 permettant d'atteindre le sommet du Ballon d'Alsace.